# 汝城県
汝城県（じょじょう-けん）は中華人民共和国湖南省郴州市に位置する県。

## 行政区画
- 鎮：土橋鎮、熱水鎮、泉水鎮、暖水鎮、大坪鎮、盧陽鎮、馬橋鎮、井坡鎮
- 民族鎮：三江口ヤオ族鎮
- 郷：南洞郷、濠頭郷、集益郷
- 民族郷：延寿ヤオ族郷、文明ヤオ族郷